# Dicranota idiopyga
Dicranota idiopyga är en tvåvingeart som beskrevs av Alexander 1953. Dicranota idiopyga ingår i släktet Dicranota och familjen hårögonharkrankar. Inga underarter finns listade i Catalogue of Life.